# Geoffrey Thomas Bennett
Geoffrey Thomas Bennett   (Clerkenwell, 30 de juny de 1868 - Cambridge, 11 d'octubre de 1943) va ser un matemàtic anglès, professor de la universitat de Cambridge.

## Vida i obra
Nascut a Londres, Bennett va fer els estudis secundaris a la University College School, sota Robert Tucker. Després d'un curs al University College de Londres, va obtenir una beca per estudiar al St. John's College, universitat de Cambridge, en el qual es va graduar el 1890 com Senior Wrangler; tot i que la millor nota en els Mathematical Tripos d'aquell any va ser la de Philippa Fawcett, però no va ser inclosa en les llistes pel seu sexe.
En completar els seus estudis va ser nomenat professor de matemàtiques del Emmanuel College, Cambridge. Va ser membre d'aquest college des de 1893 fins a la seva mort el 1943. També va manifestar gran interès per la música i l'atletisme. Va ser ciclista aficionat i un bon pianista.
Durant la Primera Guerra Mundial va ser membre del Anti-Aircraft Experimental Section (AAES) per la seva versatilitat i per la seva habilitat en resoldre problemes geomètrics amb mitjans mecànics. Va insistir en la idea que, per defensar-se del aeroplans, calia conèixer amb precisió l'alçada a la que volaven, i va inventar un artefacte per mesurar-la.